# Akantos
Akantos – w mitologii greckiej brat Akantis, wraz z rodziną został zamieniony w ptaki przez Zeusa i Apolla.